# التحرير في ويكيبيديا بوجود تعارض مصالح
يحدث تضارب المصالح عندما يستخدم المحررون ويكيبيديا لتعزيز مصالح أدوارهم أو علاقاتهم الخارجية. إن نوع التحرير الذي يُهدّد ويكيبيديا هو التحرير المدفوع لأغراض العلاقات العامة. هناك العديد من السياسات والمبادئ التوجيهية لمكافحة تضارب المصالح في التحرير، بما في ذلك مبادئ ويكيبيديا التوجيهية بشأن تضارب المصالح وسياسة الإفصاح عن المساهمات المدفوعة لمؤسسة ويكيميديا.
وتشمل الخلافات التي أوردتها وسائل الإعلام قيام موظفي الكونغرس الأمريكي بتحرير مقالات عن أعضاء الكونغرس في عام 2006؛ وعرضُ شركة مايكروسوفت على مهندس برمجيات مبلغاً من المال لتحرير مقالات حول معايير الكود المتنافسة في عام 2007؛ وقيام شركة العلاقات العامة بيل بوتينغر بتحرير مقالات عن عملائها في عام 2011؛ واكتشاف في عام 2012 أن أعضاء البرلمان البريطاني أو موظفيهم قاموا بإزالة الانتقادات من المقالات المتعلقة بهؤلاء الأعضاء. وكتبت وسائل الإعلام أيضًا عن عمليات التحرير التي قامت بها لجنة التحقيق الدولية من قبل شركة بي بي، ووكالة الاستخبارات المركزية، وديبولد، وبورتلاند كوميونيكيشنز، وسوني، والكرسي الرسولي، والعديد من الجهات الأخرى.
في عام 2012، أطلقت ويكيبيديا واحدة من أكبر تحقيقاتها في حسابات الدمى، عندما أبلغ المحررون عن نشاط مشبوه يشير إلى استخدام 250 حسابًا للقيام بتحرير مدفوع. وتتبع التحقيق التعديلات إلى شركة تُعرف باسم (Wiki-PR)، وتم حظر الحسابات المعنية. أما في عام 2015، فكشفت عملية (Orangemoody) عن فضيحة أخرى للتحرير المدفوع، حيث استُخدم 381 حسابًا لابتزاز الشركات ماليًا من أجل إنشاء وحماية مقالات ترويجية عنها.

## ويكيبيديا حول تحرير تضارب المصالح
تُحرَّر ويكيبيديا من قبل مساهمين متطوعين. وتُعد إرشادات تضارب المصالح في ويكيبيديا "معيارًا مقبولًا بشكل عام يُوصى بأن يحاول المحررون الالتزام به". لا تُشجّع هذه الإرشادات على التحرير في ظل تضارب المصالح، وتنصح الأشخاص الذين لديهم تضارب في المصالح المالية، بما في ذلك المحررين المدفوع لهم الأجر، بالامتناع عن تحرير المقالات مباشرةً. أما سياسة الإفصاح عن المساهمات المدفوعة، التي لها تبعات قانونية، فتُلزم المحررين بالإفصاح عن "صاحب العمل، العميل، والانتماء" فيما يتعلق بأي مساهمة يحصلون على مقابل مادي لقاءها، بما في ذلك المساهمات في صفحات النقاش.
في 21 أكتوبر 2013، أدانت سو جاردنر، المديرة التنفيذية لمؤسسة ويكيميديا آنذاك، التحرير المدفوع لأغراض ترويجية. في رسالة كفّ وامتناع (cease and desist letter) موجهة إلى (Wiki-PR)، كتبت شركة المحاماة (Cooley LLP) أن "هذه الممارسة تنتهك شروط استخدام مؤسسة ويكيميديا، بما في ذلك على سبيل المثال لا الحصر القسم 4، الذي يحظر على المستخدمين "الانخراط في بيانات كاذبة، أو انتحال الشخصية، أو الاحتيال"، و"... تقديم تمثيل خاطئ لانتمائك إلى أي فرد أو كيان، أو استخدام اسم مستخدم لمستخدم آخر بقصد الخداع". في عام 2014، قامت مؤسسة ويكيميديا بتحديث شروط الاستخدام الخاصة بها لتتطلب من المحررين الكشف عن "صاحب العمل، والعملاء، والانتماء فيما يتعلق بأي مساهمة يتلقونها، أو يتوقعون تلقي تعويض عنها".

## قوانين ضد الإعلانات السرية

### لجنة التجارة الفيدرالية الأمريكية
نشرت لجنة التجارة الفيدرالية دليلًا يتعلق بتنظيماتها لتنفيذ القانون الفيدرالي بشأن استخدام التأييدات والشهادات في الإعلانات، وذلك في إرشادات التأييد وإفصاحات مواقع الإنترنت (Endorsement Guidelines and Dot Com Disclosures).

### قانون التجارة العادلة الأوروبي
في مايو 2012، أكدت المحكمة العليا القضائية في ميونيخ حكماً ضد شركة قامت بتحرير مقالات ويكيبيديا بهدف التأثير على العملاء. اعتبرت المحكمة التعديلات ممارسة تجارية غير معلنة وفقًا لقانون مكافحة المنافسة غير العادلة القسم 4، 3 لأنها شكلت إعلانات سرية، وبالتالي كانت انتهاكًا لقانون التجارة العادلة الأوروبي (انظر توجيه الممارسات التجارية غير العادلة). وجاء في الحكم أنه لا يمكن توقع أن يبحث القراء في صفحات المستخدمين والنقاش عن إفصاحات المحررين حول انتمائهم المؤسسي. نشأت القضية نتيجة مطالبة ضد شركة من قبل منافس بشأن التعديلات التي تم إجراؤها على مقالة (Weihrauchpräparat) على ويكيبيديا الألمانية.
توصلت هيئة معايير الإعلان في المملكة المتحدة إلى قرار مماثل في يونيو 2012 فيما يتعلق بالمواد المتعلقة بشركة نايكي على تويتر. وجدت هيئة معايير الإعلان أن محتوى بعض التغريدات التي نشرها لاعبان لكرة القدم "تم الاتفاق عليه بمساعدة أحد أعضاء فريق التسويق في شركة نايكي". ولم يتم تحديد التغريدات بوضوح على أنها اتصالات تسويقية لشركة نايكي، وبالتالي كانت تنتهك قانون هيئة معايير الإعلان.

## الحالات

### عقد 2000

#### جيمي ويلز
في ديسمبر 2005، تبيّن أن جيمي ويلز، أحد مؤسسي ويكيبيديا، قد قام بتحرير صفحته الخاصة على ويكيبيديا. واعتبارًا من 9 سبتمبر 2023، قام بتحرير معلومات حول ما إذا كان لاري سانجر شريكًا مؤسسًا لويكيبيديا في سبع مناسبات. كما تم الكشف عن أن ويلز حرّر مقال ويكيبيديا الخاص بشركته السابقة، بوميس (Bomis). حيث وُصفت فقرة "Bomis Babes"، وهي قسم من موقع بوميس، في المقالة بأنها "إباحية ناعمة"، لكن ويلز قام بتعديلها إلى "قسم محتوى للبالغين" وحذف الإشارات إلى الإباحية. وأوضح أنه كان يصحح خطأً ولم يوافق على وصف "Bomis Babes" بالإباحية الناعمة. وأقرّ ويلز بأنه قام بهذه التعديلات، لكنه أكد أنها كانت تصحيحات فنية.

#### ماي ويكي بيز (MyWikiBiz)
في أغسطس 2006، أسّس غريغوري كوهس (Gregory Kohs)، وهو باحث في السوق من ولاية بنسلفانيا، شركة "ماي ويكي بيز" (MyWikiBiz)، وهي شركة تقدم خدمة كتابة إدخالات ويكيبيديا غير مكلفة للشركات. في يناير 2007، قال كوهس إن تغطية ويكيبيديا للشركات الكبرى كانت ناقصة في رأيه، مشيرًا إلى أنه "من الغريب أن تحصل شخصية بوكيمون صغيرة على مقال من 1200 كلمة، ولكن شركة من قائمة فورتشن 500 ستحصل على ... ربما 100 كلمة". بعد أيام قليلة من إصدار بيان صحفي حول شركته، تم حظر حساب كوهس على ويكيبيديا. تذكّر كوهس لاحقًا مكالمة هاتفية مع جيمي ويلز الذي أخبره أن (MyWikiBiz) "يتعارض" مع مهمة الموسوعة. قال كوهس إنه فوجئ بأن وكالات العلاقات العامة لم تشجع على تحرير المقالات: "هناك حوالي 130 شركة من شركات "فورتشن 1000" غائبة عن صفحات ويكيبيديا... كيف لا تستفيد من القليل من المساعدة في العلاقات العامة؟"

#### مايكروسوفت
في يناير 2007، كشف مهندس البرمجيات الأسترالي ريك جيليفي (Rick Jelliffe) أن مايكروسوفت عرضت عليه الدفع مقابل تحرير مقالات ويكيبيديا على معيارين متنافسين للكود، (OpenDocumentFormat) و(Microsoft Office Open XML). قال جيليفي، الذي وصف نفسه بأنه خبير تقني وليس مدافعًا عن مايكروسوفت، إنه قبل العرض لأنه أراد أن تكون المعلومات المتعلقة بالمعايير التقنية دقيقة. أكّدت مايكروسوفت لاحقًا أنها عرضت دفع المال لجيليف لتحرير المقالات، مشيرة إلى أنها كانت تسعى إلى "مزيد من التوازن" في الإدخالات، وأن المقالات تحتوي على أخطاء، وأن الجهود السابقة لجذب انتباه متطوعي ويكيبيديا باءت بالفشل، وأن مايكروسوفت وافقت على أن الشركة لن تراجع التغييرات التي اقترحها جيليف. وقالت مايكروسوفت أيضًا إنها لم تقم سابقًا بتعيين أي شخص لتحرير ويكيبيديا.
نشب جدل حادّ بعد الكشف عن ما إذا كانت هذه الممارسات قد طرحت تساؤلات حول مصداقية ويكيبيديا. وفي ردٍ على الحادثة، قال جيمي ويلز إن دفع مقابل التعديلات على ويكيبيديا يتعارض مع روح الموسوعة. وأضاف ويلز أن الخيار الأفضل والأكثر شفافية كان أن تقوم شركة مايكروسوفت بإعداد ورقة بيضاء حول الموضوع، ونشرها على الإنترنت، وربطها من ويكيبيديا. كما صرح قائلاً: "على الرغم من أنه يجب على الوكالات والموظفين ألا يحرروا صفحاتنا، إلا أنهم يفعلون ذلك – لكن ربما أقل مما تتوقعون".
قال ديفيد جيرارد، أحد مستخدمي ويكيبيديا، "إن [ويكيبيديا] لا تميل إلى الظهور بشكل إيجابي من حيث تضارب المصالح، ودفع المال لشخص ما هو تضارب مصالح". وأضاف جيرارد أن ممثلي العلاقات العامة عادة ما يتم منعهم من التحرير من قبل مسؤولي ويكيبيديا.
في الشهر نفسه الذي شهد إثارة قضايا تضارب المصالح من قبل كل من مايكروسوفت وماي ويكي بيز، صرح ويلز بأنه لا ينبغي دفع أموال للمحررين مقابل التحرير، وسيتم حظر وكالات العلاقات العامة إذا استمرت في ذلك.

#### ويكي سكانر (WikiScanner)
في عام 2007، أنشأ فيرجيل غريفث (Virgil Griffith) قاعدة بيانات قابلة للبحث تربط التعديلات التي قام بها محررون مجهولون على ويكيبيديا بالشركات والمنظمات التي تم إجراء التعديلات منها. كانت قاعدة البيانات تقوم بالربط بين سجلات التعديلات على ويكيبيديا والسجلات المتاحة علنًا التي تتعلق بعناوين بروتوكول الإنترنت (IP) التي تم منها إجراء التعديلات.
وجدت معظم التعديلات التي اكتشفها (WikiScanner) أنها بسيطة أو غير ضارة، ولكن التحليل الإضافي كشف عن المزيد من الحالات المثيرة للجدل والمحرجة لتعديلات ناتجة عن تضارب المصالح. وقد تلقت هذه الحالات تغطية إعلامية على مستوى العالم. وكان من بين المتهمين الكرسي الرسولي، ووكالة المخابرات المركزية، ومكتب التحقيقات الفيدرالي، ولجنة الحملة الانتخابية للكونغرس التابعة للحزب الديمقراطي الأمريكي، والحزب الجمهوري الأمريكي، وحزب العمال البريطاني، وحزب المحافظين البريطاني، والحكومة الكندية، وزارة الصناعة في كندا، ووزارة رئيس الوزراء، ومجلس الوزراء والدفاع في أستراليا، الأمم المتحدة، ومجلس الشيوخ الأمريكي، ووزارة الأمن الداخلي الأمريكية، ووكالة حماية البيئة الأمريكية، السيناتور من ولاية مونتانا كونراد بورنس، وحاكم ولاية أوهايو بوب تافت، والحكومة الإسرائيلية وإكسون موبيل، ووول مارت، وآسترازينيكا، وديبولد، وشركة داو كيميكال، وديزني، وديل، وأنهايزر بوش، نستله، بيبسي، بوينغ، سوني، إلكترونيك آرتس، ومجموعة إس سي أو، وماي سبيس، وفايزر، ورايثيون، ودو بونت، والكنيسة العلموية، وكنيسة الحصاد العالمي، منظمة العفو الدولية، وقناة ديسكفري، فوكس نيوز، وسي بي إس، وواشنطن بوست، والاتحاد القومي للأسلحة، ونيوز إنترناشونال، شبكة الجزيرة الإعلامية، وجامعة بوب جونز ‏، وجامعة ولاية أوهايو.
على الرغم من أن التعديلات كانت مرتبطة بعناوين IP المعروفة، لم يكن هناك دليل على أن التغييرات جاءت بالفعل من أحد أعضاء المنظمة أو موظف في الشركة، فقط أن شخصًا ما كان لديه حق الوصول إلى شبكتهم.
استقبل المتحدثون باسم ويكيبيديا أداة (WikiScanner) بشكل إيجابي، مشيرين إلى أنها ساعدت في منع تضارب المصالح من التأثير على المقالات بالإضافة إلى زيادة الشفافية وتخفيف محاولات إزالة أو تشويه الحقائق ذات الصلة.

#### كنيسة السيانتولوجيا
في عام 2008، وصل نزاع طويل الأمد بين أعضاء كنيسة السيانتولوجيا ومحرري ويكيبيديا إلى لجنة التحكيم التابعة لويكيبيديا. واتُّهِم أعضاء الكنيسة بمحاولة التأثير على المقالات لصالح الكنيسة، في حين اتهم المحررون الآخرون بالعكس. صوتت لجنة التحكيم بالإجماع على منع جميع التعديلات من عناوين IP المرتبطة بالكنيسة؛ كما تم حظر العديد من منتقدي السيانتولوجيا.

### عقد 2010

#### الإخوة كوش
في عام 2010، بدأت شركة صناعات كوك في توظيف شركة (New Media Strategies) (NMS)، وهي شركة علاقات عامة عبر الإنترنت متخصصة في التسويق الشفهي. وبعد فترة وجيزة، تم اكتشاف أن موظفي الشركة، الذين يقومون بالتحرير من خلال عناوين IP التي تُسيطر عليها (NMS)، كانوا يقومون بتحرير مقالات ويكيبيديا لتشارلز كوك وديفيد كوك و(Political activities of the Koch brothers) و(The Science of Success) (كتاب كتبه تشارلز). تحت أسماء مستخدمين عديدة، قام موظفو (NMS) بتحرير مقالات ويكيبيديا "لإبعاد عائلة كوش عن حركة الشاي، ولإجراء مقارنات لا أساس لها بين كوش ونظريات المؤامرة المحيطة بجورج سوروس، ولحذف الاستشهادات بالمنافذ الإخبارية الليبرالية بشكل عام". وقد تم الكشف عن هذه الأنشطة على ويكيبيديا ووصفها في الصحافة.

#### "مُصلح العلاقات العامة" المقيم في لندن
في يونيو 2011، نشرت (PR Week) تقريراً عن "مصلحٍ" (fixer)، وهو شخصية معروفة ولكن لم يتم الكشف عن اسمها ومقرها لندن في صناعة العلاقات العامة، والذي عرض خدمات "تطهير" (cleanse) المقالات. تشمل إدخالات ويكيبيديا التي اتهم هذا الشخص بتغييرها المؤسس المشارك لشركة (Carphone Warehouse) ديفيد روس، ورئيس مجموعة (Von Essen) أندرو ديفيس، ومُطوّر العقارات البريطاني ديفيد رولاند، والملياردير السعودي معن الصانع، وإدوارد ستانلي، إيرل ديربي التاسع عشر . وفقًا لـ(PR Week)، تم إجراء 42 تعديلًا من نفس عنوان IP، وكان معظمها إزالة معلومات سلبية أو مثيرة للجدل، أو إضافة معلومات إيجابية.

#### بيل بوتينغر
في ديسمبر 2011، اكتشف المدون تيم أيرلاند، وصحيفة الإندبندنت، ومكتب الصحافة الاستقصائية البريطاني (BIJ) أن شركة بيل بوتينغر (Bell Pottinger)، إحدى أكبر شركات العلاقات العامة في المملكة المتحدة، قامت بالتلاعب بالمقالات نيابة عن عملائها. اكتشف مستخدمو ويكيبيديا ما يصل إلى 19 حسابًا، 10 منها كان بها أكثر من 100 تعديل لكل منها، والتي تعود إلى مكاتب بيل بوتينغر؛ ونتيجة للتحقيق تم حظر 10 من الحسابات. اتُهمت شركة بيل بوتينغر باستخدام دمى الجوارب لتحرير الصفحات بهدف خلق مظهر الدعم للتغييرات في المقالات. كان أحد الحسابات الأكثر شهرة مسجلاً تحت اسم " Biggleswiki" (أدى تحقيق داخلي في ويكيبيديا إلى العديد من هذه الحالات). واعترفت شركة بيل بوتينغر بأن موظفيها استخدموا عدة حسابات، لكنها قالت إن الشركة لم تفعل أي شيء غير قانوني. أظهر تحليل التعديلات أن التغييرات أضافت معلومات إيجابية وأزالت محتوى سلبيًا، بما في ذلك إزالة المعلومات المتعلقة بإدانة رجل أعمال وعميل لشركة بيل بوتينغر بتهمة المخدرات، وتغيير المعلومات المتعلقة باعتقال رجل أدين بتهمة الرشوة التجارية.
قام صحفيون من مكتب الصحافة الاستقصائية البريطاني بالتحقيق بينما تظاهروا كأعضاء في الحكومة الأوزبكية؛ وأخبرتهم شركة بيل بوتينغر أنها تقدم خدمة "فرز" (sorting) المعلومات السلبية والانتقادات على مقالات ويكيبيديا، بالإضافة إلى "فنونه المظلمة" (dark arts) الأخرى.
وصف جيمي ويلز تصرفات شركة بيل بوتينغر بأنها "عمى أخلاقي". أطلق تيموثي بيل، رئيس مجلس الإدارة، مراجعة داخلية، لكنه اختلف مع وجهة نظر ويلز. قال، "يمكنك تدمير سمعة شخص ما في دقيقة واحدة وسيستغرق الأمر سنوات لإعادة بنائها"، وتابع: "من المهم أن تدرك ويكيبيديا أننا مصدر قيم للمعلومات الدقيقة"، و"من الواضح أنه إذا كنت غير ربحي فإن ما تقوله صحيح ولكن إذا كنت مدافعًا مدفوع الأجر فأنت تكذب". ألقى رئيس قسم الرقميات في بيل بوتينغر باللوم في الحادث على نظام التحرير "المربك" في ويكيبيديا و"الضغط الذي يمارسه علينا العملاء لإزالة التصريحات التي قد تكون تشهيرية أو تشهيرية بسرعة كبيرة، لأن ويكيبيديا تتمتع بسلطة كبيرة".
في عام 2016، ورد أن موظفي شركة بيل بوتينغر قاموا بتحرير مقالات ويكيبيديا المتعلقة بأفراد وشركات من جنوب إفريقيا، بينما كانت الوكالة تعمل لصالح عائلة جوبتا (Gupta family). كما تم الإبلاغ عن تحرير كبير لصفحة ويكيبيديا الخاصة بعائلة جوبتا؛ وقيل إن أحد موظفي شركة بيل بوتينغر أرسل بالبريد الإلكتروني الكثير من المحتوى إلى حساب جوبتا لتحميله. في ديسمبر 2016، أسقط الملياردير الجنوب إفريقي يوهان روبرت شركة بيل بوتينغر باعتبارها وكالة العلاقات العامة لشركة ريتشمونت، متهمًا بيل بوتينغر بإدارة حملة على وسائل التواصل الاجتماعي ضده، لتحويل الانتباه بعيدًا عن مزاعم "الاستيلاء على الدولة" المستمرة الموجهة إلى عائلة جوبتا. في فبراير 2017، زعم روبرت أن شركة بيل بوتينغر قامت بتعديل صفحته على ويكيبيديا بشكل خبيث.

#### بورتلاند للاتصالات
في يناير 2012، اكتشف النائب البريطاني توم واتسون أن شركة بورتلاند كوميونيكيشنز كانت تقوم بإزالة لقب أحد منتجات عملائها ("Wife Beater"، في إشارة إلى بيرة ستيلا ارتواز من شركة إيه بي إنبيف) من ويكيبيديا. وتضمنت التعديلات الأخرى التي أجريت في مكاتب بورتلاند تغييرات على مقالات حول عميل آخر لبورتلاند، وهو بنك BTA في كازاخستان، ورئيسه السابق مختار أبليازوف. ولم تنكر بورتلاند إجراء التغييرات، وجادلت بأنها تمت بشفافية ووفقًا لسياسات ويكيبيديا. رحبت شركة بورتلاند كوميونيكيشنز بالإعلان اللاحق لشركة CIPR حول التعاون مع ويكيبيديا ودعت جيمي ويلز للتحدث إلى شركتهم، كما فعل في شركة بيل بوتينغر. كان توم واتسون متفائلاً بشأن هذا التعاون: "يحتاج محترفو العلاقات العامة إلى إرشادات واضحة في هذا العالم الجديد من تبادل المعلومات عبر الإنترنت. ولهذا السبب يسعدني أن الأطراف المهتمة تتجمع معًا لوضع مدونة سلوك واضحة".

#### جبل طارق بيديا
في سبتمبر 2012، أثار جدل حول روجر بامكين، أحد أمناء ويكيميديا المملكة المتحدة، الذي كان قد نظم مع ماكسيميليان كلاين، عضو ويكيبيديا في مركز المكتبة الرقمية على الإنترنت، جهودًا لإنشاء مقالات عن جبل طارق في إطار مشروع جبل طارق بيديا، بالتعاون مع مجلس السياحة في جبل طارق. تم عرض المقالات التي كُتبت ضمن هذا البرنامج على الصفحة الرئيسية لويكيبيديا 17 مرة بشكل غير عادي خلال بضعة أسابيع. أثار هذا الموضوع الانتباه إلى تضارب المصالح التنظيمي بشأن شركاء حركة ويكيميديا، مما أدى إلى تحقيق في ويكيميديا المملكة المتحدة. استقال بامكين من منصبه كأمين بعد رد الفعل الإعلامي. وعلق جيمي ويلز قائلاً: "من غير المناسب تمامًا أن يتقاضى عضو في مجلس إدارة فرع، أو أي شخص آخر في دور رسمي من أي نوع في منظمة خيرية مرتبطة بويكيبيديا، أموالًا من العملاء مقابل تأمين عرض مميز على الصفحة الرئيسية لويكيبيديا أو في أي مكان آخر."

#### مجموعة جيو
في فبراير 2013، حصلت شركة (GEO Group)، وهي شركة ربحية تعمل في مجال السجون، على تغطية إعلامية عندما قام مستخدم ويكيبيديا تحت اسم أبراهام كوهين بتحرير الإدخال الخاص بالشركة فيما يتعلق بحقوق التسمية لملعب جامعة فلوريدا أتلانتيك. كان مدير العلاقات المؤسسية لشركة (GEO Group) في ذلك الوقت يدعى إبراهيم كوهين، وهو خريج جامعة فلوريدا أتلانتيك، وكان رئيس اتحاد الطلاب السابق في الجامعة، وعضوًا سابقًا في مجلس أمناء الجامعة بصفته عضوًا غير رسمي. تم إجراء 11 تعديلًا، وهو ما يشكل أغلب التغييرات التي تمت، في يوم واحد من خلال حساب ويكيبيديا باسم "إبراهيم كوهين"، وهو اليوم الوحيد الذي تم فيه استخدام هذا الحساب.

#### بي بي (BP)
في مارس 2013، تم الإبلاغ عن أن أحد أعضاء مكتب الصحافة في شركة بي بي(BP) قد قدم مسودات لإعادة كتابة مقال الشركة، بما في ذلك الأقسام التي تتعلق بسجلها البيئي؛ حيث تم مراجعة المسودات وإضافتها من قبل محررين آخرين. وُقدرت مساهمات حجم التعديلات بنسبة تصل إلى 44% من المقال. وقال المسؤول الصحفي في بي بي، الذي أطلق على نفسه اسم "Arturo at BP"، إنه اختار هذا الاسم لتوضيح انتمائه، وأشار إلى أنه لم يقم بتحرير الصفحة مباشرة. أثار هذا التطورُ القلقَ لأن المحتوى كان يتم إنتاجه من قبل موظف، بينما "لن يكون القراء على دراية بذلك." تم اقتباس جيمي ويلز في موقع (salon.com)، حيث قال: "أعتقد أن اتهام [موظف BP] آرتورو بـ 'التملص' من قواعد ويكيبيديا في هذه الحالة هو أمر سخيف إلى حد ما - إلا إذا كان 'التملص' يعني 'التجاوز فوق ما هو مطلوب من أجل الامتثال بوضوح لأفضل الممارسات'. لذا، سأعتبر ذلك تمثيلًا مغلوطًا للحقائق." وقد دارت مناقشات حادة في مجتمع ويكيبيديا حول أخلاقيات الحادثة وكيفية التعامل معها ومع الحالات المماثلة.

#### خبراء الويكي WikiExperts
تأسست مجموعة (KMGi_Group) على يد أليكس كونانيخين في عام 1997. زعمت شركة الإعلان أن "موظفي (WikiExperts) لا يقومون بتحرير ويكيبيديا بشكل مباشر"، بل "يعملون كشركة استشارية تقوم بتعهيد مثل هذا التحرير إلى الخبراء التابعين الأكثر ملاءمة".

#### ويكي-العلاقات العامة
في عام 2012، أطلق متطوعو ويكيبيديا ما قد يكون أحد أكبر تحقيقات دمى الجورب في تاريخها، بعد أن أبلغ محررون على موقعها عن نشاط مشبوه يشير إلى أن عددًا من الحسابات تم استخدامها للتلاعب بسياسات ويكيبيديا. بعد ما يقرب من عام من التحقيقات، تم العثور على أكثر من 250 حسابًا وهميًا، تديرها شبكتان مستقلتان من المستخدمين. تتبع محررو ويكيبيديا التعديلات واستخدام هذه الحسابات إلى شركة تعرف باسم (Wiki-PR)، مما أدى إلى إرسال رسالة كفّ وامتناع من سو جاردنر إلى مؤسسي المنظمة. تم حظر الحسابات. وفي 25 أكتوبر 2013، تم فرض حظر مجتمعي إضافي على (Wiki-PR) وأي من المتعاقدين معها.

#### بكين دوك (Peking Duk)
في عرض لفرقة (Peking_Duk) في ملبورن في ديسمبر 2015، تمكن أحد المعجبين يُدعى ديفيد سبارغو من الوصول إلى منطقة خلف الكواليس من خلال تحرير صفحة مقالة الفرقة على ويكيبيديا وإدراج نفسه كعضو من العائلة. وبعد عرض المقال وهويته على حراس الأمن، سُمح له بالدخول إلى الفرقة التي تقاسم معها البيرة. تفاعلت الفرقة بشكل إيجابي مع هذا المخطط، حيث صرح العضو آدم هايد: "لقد شرح لنا تكتيكه المذهل لتجاوز الأمن والتواجد معنا، وقمنا على الفور بشرب البيرة له. هذا الرجل هو تعريف للأسطورة". ومع ذلك، أضاف هايد: "هذا يثبت أنه لا يجب أن تثق في ويكيبيديا أبدًا".

#### أورانج مودي (Orangemoody)
في عام 2015، حظر مجتمع ويكيبيديا 381 حسابًا، يُشتبه في أن العديد منها عبارة عن دمى جورب لنفس الأشخاص، بعد أن كشف تحقيق استمر شهرين سُمّى بعملية (Orangemoody) أن الحسابات قد استُخدمت لابتزاز الشركات "التي تكافح من أجل الحصول على صفحات حول أعمالها على ويكيبيديا". وقد أخبر مستخدمو ويكيبيديا هذه الشركات أن المقالات المتعلقة بهم "رُفضت بسبب مخاوف من المحتوى الترويجي المفرط". في حالات قليلة، كان المستخدمون الذين يطلبون المال هم نفس الحسابات التي رفضت في وقت سابق المقالات للنشر.
وطلب المحتالون مئات الجنيهات من أجل "حماية أو تعزيز" مصالح الشركات. حذفت ويكيبيديا 210 مقالة متعلقة بشركات المملكة المتحدة، معظمها متوسطة الحجم. وتم استهداف الأفراد أيضًا. أطلق محررو ويكيبيديا على التحقيق اسم (OrangeMoody) نسبةً إلى اسم الحساب الأول الذي تم تحديده. صرح أحد مستخدمي ويكيبيديا، الذي لم يذكر اسمه، أن "التحرير المدفوع غير المعلن عنه قد يمثل تضاربًا خطيرًا في المصالح، وقد تضر بجودة المحتوى على ويكيبيديا."

#### برجر كينغ
في 12 أبريل 2017، أصدرت برجر كنج إعلانًا تجاريًا يذكر فيه أحد الموظفين أنه لا يستطيع شرح برجر ووبر (Whopper) في 15 ثانية، وبعد ذلك يقول "حسنًا يا جوجل، ما هو برجر Whopper؟" تم تصميم الحوار لتحفيز عمليات البحث الصوتي على أجهزة أندرويد ومكبرات الصوت الذكية (Google Home) المهيأة للاستجابة تلقائيًا لعبارة "حسنًا يا جوجل". يؤدي الاستعلام المحدد إلى قيام الجهاز بقراءة مقتطف مأخوذ من مقالة ويكيبيديا حول (Whopper). ومع ذلك، قبل العرض الأول للإعلان، تم تحرير المقالة من قبل المستخدمين، بما في ذلك مستخدم باسم "Burger King Corporation"، بحيث تكون الاستجابة التي يتم إنشاؤها تلقائيًا بواسطة جوجل للاستعلام (عبر Google Knowledge Graph) عبارة عن وصف تفصيلي لبرجر Whopper يستخدم لغة ترويجية. تم التراجع عن التعديلات بسبب انتهاك سياسات ويكيبيديا ضد الترويج الصارخ.
علاوة على ذلك، أصبحت القطعة المقتطعة هدفًا للمخربين، الذين حرروا المقال ليزعموا أن الساندويتش يحتوي على مكونات مثل "السيانيد"، و"طفل متوسط الحجم"، و"لحم الفئران"، و"قصاصات أظافر القدم"، في حين أفاد بعض المستخدمين أن (Google Home) نقل معلومات من هذه المراجعات المخربة. بعد وقت قصير من إصدار الإعلان التجاري، قامت جوجل بإدراج الصوت الخاص به في القائمة السوداء حتى لا يؤدي إلى تفعيل خاصية اكتشاف الصوت الدائم. كما قامت ويكيبيديا بحماية مقال (Whopper) لمنع إعادة إدراج الأوصاف الترويجية أو التخريب. وزعمت شركة برجر كنج أنها أصدرت نسخة معدلة من الإعلان في وقت لاحق من ذلك المساء والتي تمكنت من الإفلات من حظر جوجل.

#### ذا نورث فيس (The North Face)

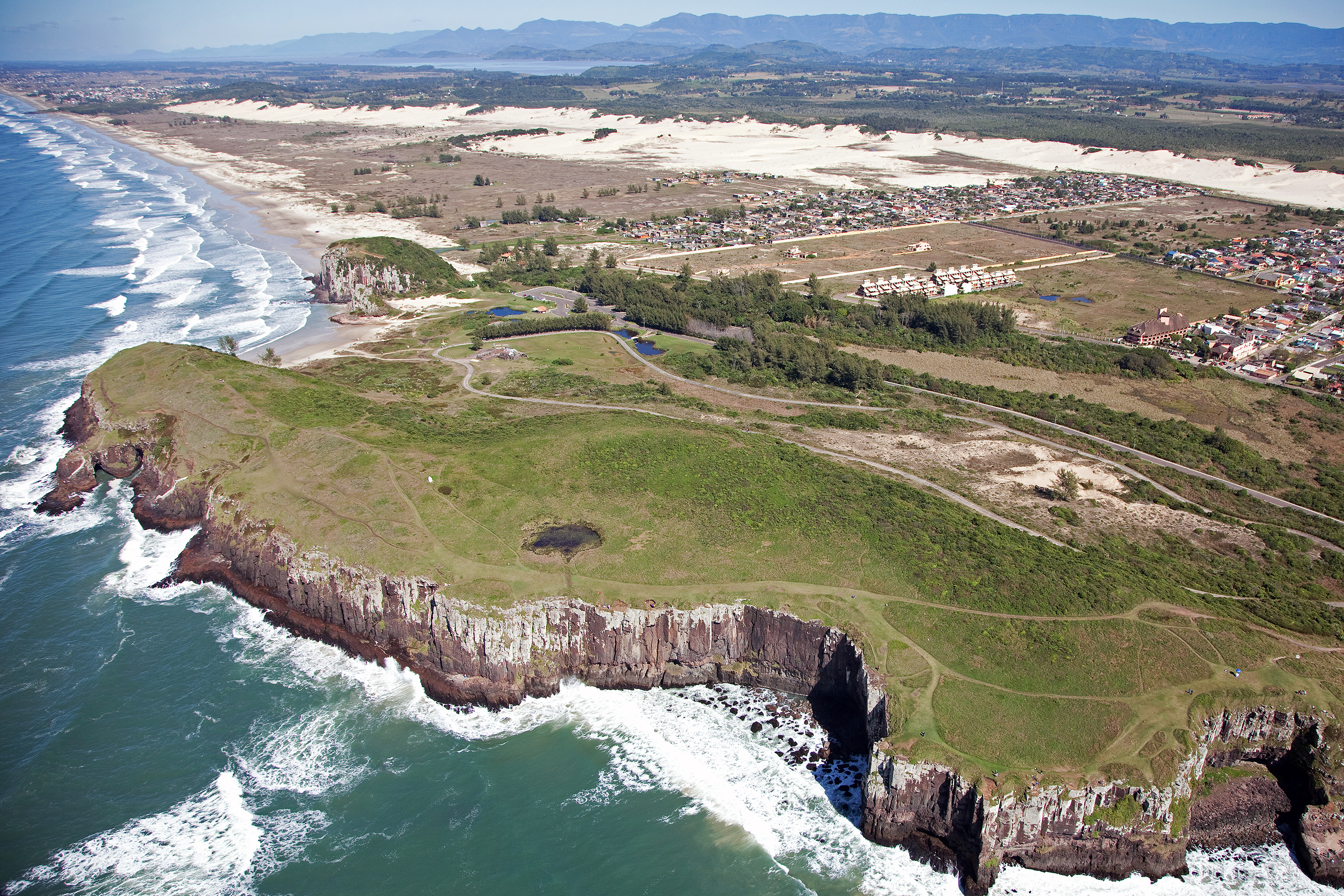
كانت حديقة غواريتا الحكومية واحدة من بين العديد من المقالات التي تأثرت بحملة إعلانية سرية. تم استبدال الصورة الرئيسية السابقة للمقالة (أعلاه) لفترة وجيزة بصورة بارزة تظهر رجلاً يرتدي سترة (North Face).

في مايو 2019، كشفت وكالة التسويق (Leo Burnett Tailor Made) عن تعيينها من قبل شركة الملابس الخارجية "ذا نورث فيس" (The North Face) لاستبدال صور الوجهات الخارجية بصور تحتوي على ملابس الشركة، في محاولة لجعل ملابسها تظهر في أعلى نتائج جوجل من خلال تحسين محرك البحث. بعد التغطية الإعلامية، تمت إزالة جميع الصور من المقالات وتم تعديل بعضها بواسطة مستخدمي ويكيميديا كومنز لإزالة العلامة التجارية أو حجبها. أدانت مؤسسة ويكيميديا هذه الحيلة، وذكرت في بيان صحفي: "عندما تستغل شركة ذا نورث فيس الثقة التي لديك في ويكيبيديا لبيع المزيد من الملابس لك، يجب أن تغضب. إن إضافة محتوى مخصص فقط للترويج التجاري يتعارض بشكل مباشر مع سياسات ويكيبيديا وهدفها ورسالتها".
بعد أن قام متطوعو ويكيبيديا بحظر الحسابات المعنية بسبب انتهاكات سياسات ويكيبيديا بشأن التحرير المدفوع، نشرت شركة نورث فيس ردًا على تويتر، مشيرة إلى أنها أنهت الحملة، حيث جاء في ردهم: "نحن نؤمن بشدة بمهمة ويكيبيديا ونعتذر عن الانخراط في نشاط يتعارض مع تلك المبادئ." صرحت شركة (Leo Burnett Tailor Made) أنها "وجدت طريقة فريدة للمساهمة في تصوير وجهات المغامرة في مقالات ويكيبيديا الخاصة بها مع تحقيق هدف رفع تلك الصور في تصنيفات البحث"، وأنهم "علموا منذ ذلك الحين أن هذا الجهد يتعارض مع إرشادات مجتمع ويكيبيديا."
وُصِفت الحملة بأنها "مضللة بشكل كبير" وأنها "انتهكت بشكل صارخ كل مبدأ يمكن أن تفكر فيه فيما يتعلق بمحاولة الحفاظ على ثقة المستهلك"، وذلك على لسان أميركوس ريد (Americus Reed)، أستاذ التسويق في جامعة بنسلفانيا، في مقابلة مع صحيفة نيويورك تايمز.

### عقد 2020

#### رابطة مكافحة التشهير
في عام 2020، قامت رابطة مكافحة التشهير بتدريب موظفيها على تحرير صفحات ويكيبيديا، ولكن بعد أن تسبب المشروع في انتقادات من محرري ويكيبيديا الذين اعتبروا ذلك تضاربًا في المصالح، علقت الرابطة المشروع في أبريل 2021.

### متنوع

#### عقد 2000
في يناير 2006، تم تعديل مقال "الأميرة مابل من أورانج-ناسو" (Princess Mabel of Orange-Nassau)، حيث تم حذف كلمات "وكاذب" من الوصف "غير كامل وكاذب" للمعلومات التي قدمتها الأميرة بشأن علاقتها مع تاجر المخدرات المقتول كلاس بروينسما. تم تتبع التعديلات إلى قصر ملكي استخدمته الأميرة.
في أبريل 2008، قامت شركة (Phorm) بحذف المواد المتعلقة بالجدل حول صفقاتها الإعلانية.

#### عقد 2010
في سبتمبر 2012، لفت الانتباه الإعلامي إلى موظفين في ويكيبيديا كانا يديران عملًا في العلاقات العامة على الجانب ويعدّلان صفحات ويكيبيديا نيابة عن عملائهم.
في مارس 2012، أُبلغ عن تعديلات مرتبطة بشركة (Daimler AG). في أغسطس من نفس العام، قامت مديرة الاتصالات في قسم التعليم بولاية أيداهو، ميليسا مكغراث، بتعديل المقالة الخاصة برئيسها، توم لونا. في سبتمبر، كُشف أن رئيس حزب المحافظين، غرانت شابس، غيّر معلومات عن سجله الأكاديمي وكذلك معلومات عن المتبرعين. في الشهر نفسه، كتب الكاتب فيليب روث مقالًا في مجلة ذا نيو يوركر يروي فيه صعوبة تغيير معلومات حول إحدى رواياته.
في نوفمبر 2012، اكتُشف أن شركة (Finsbury)، بقيادة رولاند رود، قامت بتحرير مقالة حول علي شير عثمانوف بشكل مجهول، وحذفت معلومات عن بعض الجدل المحيط به.
في يناير 2014، أعلنت مؤسسة ويكيميديا أن سارة ستيرش "لم تعد موظفة لدى مؤسسة ويكيميديا"، بعد أن قُدمت أدلة في قائمة بريدية تشير إلى أنها كانت "تعدل في ويكيبيديا نيابة عن عملاء يدفعون لها"، وهو ما اعتبرته المؤسسة ممارسة "غير مستحبة لدى العديد من مجتمع التحرير".
في يونيو 2014، ذكرت صحيفة وول ستريت جورنال أن شركة (Banc de Binary)، التي تمت الإشارة إليها بسبب تداول خيارات غير مسجلة من قبل الجهات التنظيمية الأمريكية، نشرت إعلانًا على لوحة إعلانات مستقلة تقدم أكثر من 10,000 دولار لإدارة أزمتها المتعلقة بمقالة ويكيبيديا الخاصة بها.
في مارس 2015، أفادت صحيفة واشنطن بوست أن إدارة شرطة نيويورك أكدت أن بعض التعديلات على مقالات ويكيبيديا حول أشخاص توفوا إثر مواجهات مع ضباط شرطة نيويورك تم إجراؤها من أجهزة كمبيوتر تابعة للإدارة.
في مارس 2019، ذكرت هافينغتون بوست أن فيسبوك وآكسيوس وإن بي سي نيوز و(Nextdoor) دفعوا للمحامي إد سوسمان للترويج لتغييرات في مقالات ويكيبيديا الخاصة بهم، وكذلك المقالات عن شيرل ساندبيرج وجوناثان سوان وتشاك تود وآندي لاك ونوح أوبنهايم.
في كتابه الصادر في أكتوبر 2019 بعنوان (Catch and Kill)، ذكر الصحفي رونان فارو أن شبكة إن بي سي نيوز استعانت بـ "منظف ويكيبيديا" (Wikipedia whitewasher) الذي أزال إشارات إلى دور الشبكة في قضية واينستين من عدة مقالات على ويكيبيديا. ولم تنكر الشبكة هذا الادعاء.
في ديسمبر 2019، أفادت صحيفة وول ستريت جورنال عن تعديلات مدفوعة تضمنت تضارب مصالح من قبل شركة إدارة السمعة (Status Labs)، شملت عددًا من عملائهم، بمن فيهم المدير التنفيذي السابق لبنك أمريكا أوميد مالك، وشركة التكنولوجيا الصحية ثيرانوس.

#### عقد 2020
في مايو 2020، ذكرت صحيفة لوموند عن حظر حوالي 200 حساب على ويكيبيديا مرتبطة بشركات علاقات عامة فرنسية.
في أغسطس وسبتمبر 2021، قامت شركة للأطعمة النباتية تُدعى "This" باستبدال صور في مقال عن قديد الخنزير بصور منتجاتها الخاصة؛ تم التراجع عن التعديلات بسرعة وحظر الحساب.
في نوفمبر 2021، ذكرت صحيفة الغارديان تحقيقًا حول تعديلات تنطوي على تضارب مصالح بخصوص الملياردير ريتشارد ديزموند. حيث استمرت محاولات إزالة وصف ديزموند كـ"منتج إباحي" لسنوات، بينما جادل محامون مستأجرون من قبل ديزموند لصالح الإزالة.
في مايو 2022، أفادت صحيفة هآرتس عن تعديلات تنطوي على تضارب مصالح، خاصةً بشأن الأوليغارشيين الروس.
في فبراير 2023، أفادت ذا ساين بوست عن تعديلات تتعلق بتضارب مصالح بخصوص الملياردير الهندي والصناعي غوتام أداني، وانتشر الخبر في عدة وسائل إعلام هندية.
في مايو 2023، ذكرت (Mediaite) أن المرشح الجمهوري للرئاسة الأمريكية فيفيك راماسوامي دفع لمحرر على ويكيبيديا لإزالة تفاصيل من سيرته الذاتية قد تضر بفرصه في الانتخابات التمهيدية للحزب الجمهوري.
في فبراير 2024، أفادت صحيفتا ذا صن و(The National) أن عددًا من أجهزة الكمبيوتر من البرلمان الإسكتلندي قد استخدمت لتحرير مقالات ويكيبيديا عن عدد من أعضاء البرلمان من جميع الأطياف السياسية، وخاصةً صفحة أليكس كول-هاميلتون، لحذف تفاصيل محرجة أو إبراز جوانب إيجابية.
في أغسطس 2024، أنفق مفوض مدينة بورتلاند والمرشح لرئاسة البلدية رينيه غونزاليس 6,400 دولار من أموال المدينة لتحسين صفحته على ويكيبيديا. استخدمت الحملة أموالًا عامة لتوظيف مستشار، (WhiteHatWiki)، لتقديم نصائح حول كيفية تعديل الصفحة. تم تقديم طلبات تعديل على ويكيبيديا من قِبل مستشار السياسة الخاص بالمفوض هاريسون كاس. وخلص مدقق المدينة إلى أن استخدام أموال المدينة لتوظيف متعاقد للمساعدة في تعديل ويكيبيديا واستخدام وقت الموظفين ينتهك لوائح تمويل الحملات.

## التفاعل

### ممثلو الشركات للمشاركة الأخلاقية في ويكيبيديا (CREWE)
قام فيل غومز، نائب الرئيس الأول في شركة العلاقات العامة (Edelman Digital)، بإنشاء مجموعة على فيسبوك باسم "ممثلو الشركات للمشاركة الأخلاقية في ويكيبيديا" (Corporate Representatives for Ethical Wikipedia Engagement - CREWE) في يناير 2012.
وفقًا لـ جيرارد ف. كوربيت، الرئيس التنفيذي لجمعية العلاقات العامة الأمريكية (PRSA)، تستند (CREWE) إلى أربعة مبادئ:
1. يسعى ممثلو الشركات إلى التصرف بنزاهة.
2. يمكن للمتخصصين في الاتصالات الأخلاقية تقديم مساهمات قيّمة.
3. لا تفهم سياسات ويكيبيديا الحالية هذه المبادئ بسبب أفعال بعض الجهات السيئة وسوء فهم للعلاقات العامة.
4. تعتبر مقالات ويكيبيديا الدقيقة في المصلحة العامة.[138]

تسعى (CREWE) لإشراك محترفي العلاقات العامة في ويكيبيديا لضمان دقة المقالات المتعلقة بالشركات. وقد انضم بعض محرري ويكيبيديا، بمن فيهم جيمي ويلز، إلى المجموعة لمناقشة هذه القضايا. في رسالة مفتوحة إلى جيمي ويلز، جادل غوميز بأن بروز ويكيبيديا كأحد أبرز نتائج البحث يضيف مسؤولية كبيرة لضمان الدقة. كما انتقد المقالات التي وصفها بأنها غير دقيقة أو قديمة، وأشار إلى نقص الاستجابة السريعة للمشكلات التي تُثار عبر القنوات الموجودة. علاوة على ذلك، أكد غومز أن السماح لممثلي العلاقات العامة بتصحيح الأخطاء الطفيفة مثل الإملاء والقواعد والحقائق يترك مجالاً كبيراً للغموض بشأن التعديلات المقبولة. وقارن بين محرري العلاقات العامة والنشطاء، مشيرًا إلى أن النشطاء يبدو أنهم يتمتعون "بقدر أكبر من الحرية"، وذكر أنه في بعض الحالات يكون من الضروري السماح لممثلي العلاقات العامة بإجراء تعديلات مباشرة على المقالات.

### (CIPR) و(PRSA)
في يناير 2012، بدأ المعهد المعتمد للعلاقات العامة (CIPR) في المملكة المتحدة التعاون مع فرع ويكيميديا المملكة المتحدة لتقديم إرشادات لأعضاء المعهد حول كيفية التفاعل مع مجتمع ويكيبيديا.
في يونيو من نفس العام، أشاد جيرارد كوربيت، رئيس جمعية العلاقات العامة الأمريكية (PRSA)، بهذا التعاون، لكنه صرح بأنه "لم يتغير أيّ شيء".

### جمعية الاتصالات التجارية الدولية (IABC)
خصصت الجمعية الدولية للاتصالات التجارية (IABC) في سبتمبر 2012 نشرتها الشهرية لمناقشة التحرير المدفوع على ويكيبيديا. أكد مارك إيستيس، أحد محترفي العلاقات العامة، أن هناك صراعًا داخليًا بين الولاء للعميل والمصلحة العامة، واقترح تبني نهج المسؤولية الأخلاقية. نصح ديفيد كينغ بالعمل بشفافية وعدم تعديل المقالات بشكل مباشر، موضحًا أن الشركات يمكن أن تجد حلولًا وسطية فعالة من خلال التعاون مع محرري ويكيبيديا لتحقيق تحسينات مشتركة تخدم الجميع.

### مشروع ويكي
في 10 يناير 2012، أُنشئ مشروع "التعاون" (WikiProject Cooperation) على ويكيبيديا لتسهيل التعاون مع المحررين المدفوعين. المشروع توقف عن العمل منذ أبريل 2019.

### بيان عام 2014 من 11 شركة علاقات عامة
في يونيو 2014، وقّعت 11 شركة علاقات عامة كبرى بيانًا تتعهد فيه بالالتزام بسياسات ويكيبيديا المتعلقة بتحرير المقالات في حالة تضارب المصالح.

## للاستزادة
- Wikimedia Foundation Executive Director Sue Gardner's response to paid advocacy editing and sockpuppetry
- Wikimedia Foundation sends cease and desist letter to WikiPR
- Oppong, Marvin (7 Feb 2014). Verdeckte PR in Wikipedia (PDF) (Report) (بالألمانية). Otto Brenner Stiftung. ISSN:1863-6934. Archived from the original (PDF) on 2025-01-05.
- William Beutler, "Paid with Interest: COI Editing and Its Discontents", in Wikipedia @ 20: Stories of an Incomplete Revolution, ed. by Joseph Reagle and Jackie Koerner (Cambridge, Massachusetts: The MIT Press, 2020), pp. 71–85 (ردمك 9780262538176) دُوِي:10.7551/mitpress/12366.003.0008.